# Ehretia bakeri
Ehretia bakeri är en strävbladig växtart som beskrevs av James Britten. Ehretia bakeri ingår i släktet Ehretia och familjen strävbladiga växter. Inga underarter finns listade i Catalogue of Life.